# Fantastici Quattro
I Fantastici Quattro (in inglese Fantastic Four) sono un gruppo di supereroi dei fumetti, creati da Stan Lee (testi) e Jack Kirby (disegni), ispirandosi liberamente ai personaggi DC Challengers of the Unknown dello stesso Kirby. Esordirono nel primo numero della testata Fantastic Four (vol. 1) nel novembre 1961 e pubblicata dalla Marvel Comics. La serie raggiunse presto il successo ponendo le basi per lo sviluppo dell'intero universo Marvel.
Gli autori svilupparono, a partire da questa serie, un approccio collaborativo nella creazione dei fumetti che utilizzeranno anche in futuro. Alla testata parteciperanno autori come Roy Thomas, John Byrne, Steve Englehart, Walter Simonson, John Buscema, George Pérez e Tom DeFalco, ed è stata, per oltre cinquant'anni, una delle più longeve e importanti della Marvel, capostipite della Silver Age. La serie a fumetti ha avuto alcune trasposizioni cinematografiche e televisive: quattro serie animate e quattro lungometraggi.

## Storia editoriale
Martin Goodman, un editore venuto a conoscenza delle forti vendite della serie a fumetti della Justice League of America, convinse il suo editor, Stan Lee, a creare una serie di fumetti analoga, su un gruppo di supereroi. Lee nel 1974 raccontò che:
Stan Lee, che aveva lavorato per due decenni come redattore capo e direttore artistico della Marvel Comics e delle sue precedenti incarnazioni, Timely Comics e Atlas Comics, decise di "ritagliarsi una carriera vera e propria per se stesso nello sterminato mondo dei fumetti" e, come raccontato da lui stesso:
Lee scrisse un canovaccio per la prima storia che diede al disegnatore Jack Kirby, il quale la disegnò a matita e poi ne passò le tavole di nuovo a Lee, il quale aggiunse i dialoghi e le didascalie. Questo approccio alla creazione di fumetti, che divenne noto come il "Metodo Marvel" (Marvel Method), venne così bene che Lee e Kirby lo avrebbero usato da quel momento in poi. Il "Metodo Marvel" divenne poi uno standard per l'azienda nel giro di un anno.
I quattro personaggi furono modellati pensando ai quattro classici elementi greci: terra (La Cosa), fuoco (La Torcia Umana), aria (Donna invisibile) e acqua (il liquido Mr. Fantastic). Inoltre, si suppone che si ispirino ad un vecchio fumetto creato da Jack Kirby per la DC Comics, Challengers of the Unknown.
La testata Fantastic Four - The World's Greatest Comics Magazine, poi nota come Fantastic Four (vol. 1), esordì nel novembre 1961 e venne pubblicata per 416 numeri fino al settembre 1996, quando venne sostituita dalla seconda serie omonima pubblicata per un anno fino al novembre 1997 sostituita poi dalla terza serie omonima, pubblicata da gennaio 1998 ad agosto 2003, all'interno dell'operazione "Heroes Reborn" e che si concluse con il n. 70 quando venne ripresa la prima serie con il n. 500 (che considerava nel conteggio anche i numeri pubblicati nella seconda e nella terza serie) per poi concludersi nel dicembre 2012 con il numero 611. Nel gennaio 2013 esordì una quarta serie, all'interno della linea editoriale Marvel NOW!, pubblicata fino al marzo 2014, sostituita poi dalla quinta serie, all'interno della linea editoriale All New Marvel NOW!, che venne poi definitivamente interrotta nel 2015. Le cinque serie sono composte da 645 numeri. A seguito degli eventi di Civil War, Reed e Susan Richards vengono temporaneamente sostituiti nel team da Pantera Nera e da Tempesta. Durante tale periodo, i Fantastici Quattro appaiono anche in Black Panther, scritto da Reginald Hudlin e disegnato inizialmente da Francis Portela. A partire dal n. 554 (aprile 2008), lo scrittore Mark Millar e il disegnatore Bryan Hitch iniziarono un arco narrativo di sedici numeri. In seguito agli eventi del crossover Secret Invasion (2008, narrati nella miniserie Fantastic Four: Secret Invasion) e dell'ascesa al potere di Norman Osborn nel conseguente Dark Reign, i Fantastici Quattro sono protagonisti di una miniserie di cinque numeri intitolata Dark Reign: Fantastic Four (maggio-settembre 2009), scritta da Jonathan Hickman e disegnata da Sean Chen. La miniserie diede inizio ad un arco narrativo di tre numeri (dal n. 570 al n. 572) intitolato Risolvere ogni cosa (Solve Everything), sempre scritta da Hickman, il quale diventa scrittore regolare della serie a partire dal numero 570 assieme al disegnatore Dale Eaglesham. Dopo più di seicento uscite, la collana termina la sua realizzazione nel 2015, lasciando il suo posto ai nove numeri di Secret Wars, evento che venne poi definito come "l'ultima storia dei Fantastici 4". Successivamente l'editor Tom Brevoort confermò che la chiusura della serie fu dovuta alle scarse vendite e che con il progetto Marvel Legacy avrebbero tentato di rilanciare il brand partendo da Marvel Two-in-One, una collana con protagonisti la Cosa e la Torcia Umana, gli unici membri del gruppo a essere apparsi anche dopo Secret Wars.
La serie venne rilanciata nel 2018 con Fantastic Four (vol. 6), esordito a ottobre subito dopo la fine dell'arco narrativo Secret War.

## Storia editoriale in lingua italiana
In Italia la serie esordì in due supplemento della rivista Linus, linusestate, nel giugno 1966 e provolinus nel febbraio 1967, editi dalla Milano Libri Edizioni.
Venne poi pubblicata dall'Editoriale Corno negli anni settanta e fino ad inizio anni ottanta nella serie I Fantastici Quattro (259 numeri, da aprile 1971 a marzo 1981) e negli anni ottanta negli albi della Star Comics prima e dalla Marvel Italia, poi, in varie testate.

## Personaggi
Il gruppo è formato da quattro personaggi che ottennero i loro poteri in seguito all'esposizione a raggi cosmici durante una missione scientifica nello spazio. I quattro sono:
- Mr. Fantastic (Reed Richards), marito di Susan, scienziato e leader del gruppo; oltre ad essere un genio della scienza, dotato di intelligenza straordinaria, ha acquisito la capacità di allungare e deformare a piacimento il proprio corpo come fosse fatto di gomma;
- Donna Invisibile (Susan "Sue" Storm), moglie di Reed e sorella maggiore di Johnny, la quale può rendere sé stessa e gli altri invisibili e creare potenti campi di forze;
- Torcia Umana (Johnny Storm), fratello minore di Sue, che può prendere fuoco, lanciare fiamme e volare a grande velocità;
- Cosa (Ben Grimm), il migliore amico di Reed e "braccio" del gruppo, trasformato in una creatura dalla pelle rocciosa e possiede forza e resistenza sovrumane oltre ad essere un notevole pilota di veicoli, abilità derivata dal suo precedente lavoro di collaudatore di veicoli sperimentali;

 Infrangendo le convenzioni con altri archetipi dei fumetti dell'epoca, i personaggi litigheranno fra loro portando rancori ed eviteranno l'anonimato o le identità segrete. Famosi sono i ricorrenti scontri con avversari come Dottor Destino, il feroce divoratore di pianeti Galactus, il principe dei mari Namor, il viaggiatore dello spazio Silver Surfer e gli alieni mutaforma Skrull. Solitamente alla formazione originale del gruppo vengono affiancati Franklin e Valeria Richards, figli di Reed e Susan, il primo dotato fin dall'infanzia di poteri cosmici apparentemente senza limite (in Onslaught creò un universo dal quale prese il via l'arco narrativo della rinascita degli eroi), classificato come mutante di livello omega, la seconda dotata di un'intelligenza superiore a quella del padre.
Sin dalla loro prima comparsa, il gruppo è stato dipinto come una sorta di famiglia di "supereroi con superproblemi". Spesso discutono e sono in conflitto tra loro, ma sono legati da profondi sentimenti di amicizia o amore. Dotati come tutti i supereroi di una serie di gadget personalizzati, ben presto i quattro cominciano a utilizzare per i loro spostamenti la Fantastic Car chiamata anche come "bagnarola volante" dallo stesso Stan Lee su Fantastic Four n. 12.
Altri supereroi o personaggi che sono stati parte del gruppo sono:
- il secondo Ant-Man (Scott Lang)
- She-Hulk (Jennifer Walters)
- Luke Cage
- Tigra
- Crystal degli Inumani
- Medusa degli Inumani
- Lyja, un'aliena della razza Skrull che inizialmente si era infiltrata nel gruppo
- Ms. Marvel II (Sharon Ventura)
- Pantera Nera (T'Challa), che ha sostituito Mister Fantastic dopo Civil War
- Tempesta (Ororo Munroe), che ha sostituito la Donna Invisibile dopo Civil War
- Victor Von Doom, acerrimo nemico del quartetto e padrino di Valeria Richards.
- Per pochissimo tempo anche Superman fa parte dei Fantastici 4 in un crossover tra DC e Marvel.[12]

Inoltre, per un breve periodo, il gruppo originale fu sostituito totalmente da una formazione composta da:
- Uomo Ragno (Peter Parker);
- Wolverine (James Howlett detto Logan);
- Hulk Grigio (Bruce Banner);
- il terzo Ghost Rider (Danny Ketch).

### Avversari
Lista parziale degli avversari:
- Dottor Destino
- Uomo Talpa
- Super-Skrull
- Ronan l'Accusatore
- L'Uomo Impossibile
- L'uomo dei miracoli
- Annihilus
- Blastaar
- Psycho-Man
- Il Burattinaio
- Fantasma rosso
- Diablo
- Gli Skrull
- I Kree
- Klaw
- Galactus
- Thanos
- Ego il Pianeta vivente
- Lucia von Bardas
- Attuma
- I Terribili Quattro
- Wizard
- Uomo Sabbia
- Hydro-Man
- Trapster
- Pensatore Pazzo
- Dragon Man
- Kang il Conquistatore
- Alto Evoluzionario
- Terminus
- Gran Maestro

## Trama
I Fantastici Quattro guadagnarono i loro superpoteri durante il lancio di un razzo sperimentale progettato da Reed Richards per arrivare fin sulla Luna che venne attraversato da una tempesta di raggi cosmici durante il volo che Richards aveva deciso di anticipare ma senza essere autorizzato. Al ritorno sulla Terra, i quattro piloti scoprirono di possedere strane abilità. Richards, che poi prese il nome di Mister Fantastic, poteva allungare e deformare il proprio corpo mentre la sua fidanzata Susan Storm, poteva diventare invisibile e poi scoprì anche il potere di creare campi di forza, suo fratello Johnny Storm, acquisì l'abilità di controllare il fuoco, di incendiare il proprio corpo restando illeso e di volare e il pilota Ben Grimm fu trasformato in un mostro di roccia, incredibilmente forte. Appena lo vide, Susan gridò che il suo amico era diventato "una cosa" e, abbattuto e triste per la sua nuova forma, decise di adottarne il nome. Il gruppo di avventurieri utilizza le proprie fantastiche abilità per proteggere l'umanità, la Terra e tutto l'universo da moltissime minacce. Guidate dalla curiosità scientifica di Richards, la squadra esplora lo spazio e molte altre dimensioni. Il primo quartier generale del gruppo è il Baxter Building di New York che poi venne distrutto da Kristoff Vernard, figlio adottivo dell'arci-nemico Dottor Destino e venne sostituito dal Four Freedoms Plaza. Successivamente venne usato come base anche un satellite orbitante.

## Cicli di storie e crossover
- Fantastici Quattro: Marvel Knights 4: i Fantastici Quattro si ritrovano in bancarotta. Ben Grimm si mette subito di buona lena e trova un posto come operaio, Sue Storm va a fare l’insegnante, Johnny diventa un vigile del fuoco. Reed trova un lavoro d’ufficio ma non si dà tregua, vuole trovare la soluzione a tutti i problemi della famiglia.
- Civil War: Durante la guerra civile, solo Reed Richards è favorevole alla registrazione dei supereroi, tanto che collabora attivamente con Iron Man nel portare avanti il progetto. Susan e Johnny si uniscono al gruppo di dissidenti guidato da Capitan America, mentre Ben sceglie di rimanere neutrale. A guerra conclusa, Reed e Sue si prendono una pausa per aggiustare il loro rapporto e vengono temporaneamente sostituiti da Pantera Nera e Tempesta.
- World War Hulk: Essendo Mr. Fantastic uno degli obiettivi di Hulk, i Fantastici Quattro (nuovi e vecchi membri) cercano di fermarne l'avanzata ma la forza dello Sfregio Verde è enorme e vengono tutti sconfitti e fatti prigionieri dai Fratelli di guerra. Alla fine della guerra vengono liberati da Sentry.
- Secret Invasion
- Risolvere Ogni Cosa: Mentre Ben e Johnny si preparano per una meritata vacanza, Sue deve vedersela con un Reed come sempre immerso nei propri esperimenti che, nel tentativo di “risolvere ogni cosa”, farà una scoperta che cambierà per sempre la sua vita e quella della sua famiglia.
- Dark Reign: Norman Osborn va da Reed Richards per comunicargli lo scioglimento forzato dei Fantastici Quattro, ma il gruppo è impegnato in un'altra dimensione e trova solo i figli di Richards, Franklin e Valeria che decidono di prendersi gioco di Norman. Dopo averlo fatto entrare, Franklin lo accoglie vestito da Uomo Ragno con delle pistole finte. Osborn non gradisce lo scherzo e tira fuori una pistola, inseguendo i due ragazzini, ma viene fermato dall'arrivo dei Fantastici Quattro. Norman punta una pistola contro Reed, ma Franklin gli spara alla spalla ferendolo. Osborn fugge dicendo che ormai è lui ad essere a capo del governo e che Reed e gli altri non potranno più far niente per fermarlo.
- Fondazione Futuro: Successivamente, Mr. Fantastic fonda una nuova squadra composta da brillanti e giovani scienziati chiamata Fondazione Futuro. Durante una missione, Richards scopre di avere una malattia che potrebbe ucciderlo. Per trovare una cura organizza un viaggio temporale ma, per far sì che il pianeta Terra non resti senza un quartetto di supereroi, Reed organizza un incontro tra Ant-Man, Medusa, She-Hulk e Darla Deering per farli diventare i nuovi Fantastici Quattro. Trovata la cura, ritornano sulla Terra e riprendono il loro posto. Poi decidono di sciogliersi: la Torcia Umana entra negli Inumani, la Cosa si unisce ai Guardiani della Galassia, Mr. Fantastic entra negli Illuminati e la Donna Invisibile negli Avengers dello S.H.I.E.L.D..
- Il Tempo Finisce: Otto mesi dopo, Susan Storm e lo S.H.I.E.L.D., danno la caccia agli Illuminati divenuti dei fuorilegge a seguito della distruzione dei pianeti per preservare la Terra dalle incursioni. Il Comandante Rogers scopre la loro base a Cadice ma la Donna Invisibile tradisce, rivelandosi una membro degli Illuminati di Reed. Le due fazioni si alleano per sconfiggere la Cabala di Namor. Dopo tutto ciò, gli Avengers scoprono che la causa delle incursioni sono gli Arcani che intendono distruggere tutte le realtà. Reed decide allora di creare una scialuppa di salvataggio per salvare quante più persone possibili dalla catastrofe.
- Secret Wars: L'incursione finale tra terra-616 e terra-1610 ha inizio: Mr. Fantastic mette in moto la scialuppa di salvataggio, perdendo tuttavia la Donna Invisibile. Nel frattempo, il Dottor Destino riesce a imbrigliare il potere degli Arcani, utilizzandolo per creare un suo mondo personale di cui è il re: Battleworld. Mr. Fantastic riesce a uscire dalla scialuppa e a spodestare Destino, ottenendo il potere degli Arcani e utilizzandolo per ricreare Terra-616, facendo riportare in vita anche la Donna Invisibile. Otto mesi dopo, Reed e Susan decidono di comune accordo di abbandonare le loro identità supereroiche per ritornare a essere dei semplici avventurieri, vivendo nella zona blu della Luna.
- La Nuovissima Marvel: I Fantastici Quattro si sono ormai sciolti: la Torcia Umana, oltre ad essersi unita agli Inumani, entra anche nello staff delle Parker Industries che hanno acquistato il Baxter Building e negli Incredibili Avengers, mentre la Cosa continua le sue missioni al fianco dei Guardiani della Galassia capitanati da Star-Lord. Dopo un determinato periodo, la Cosa abbandona i Guardiani per unirsi allo S.H.I.E.L.D., divenendo uno dei loro agenti di punta.

## Altre versioni
- Ultimate: Gli Ultimate Fantastic Four (o UFF) sono la versione Ultimate dei Fantastici Quattro. I personaggi differiscono per diversi aspetti dalla controparte del tradizionale universo Marvel (o Terra 616): l'origine dei loro poteri è diversa, sono più giovani e pressappoco coetanei. Il loro ringiovanimento, che è una caratteristica ricorrente dei personaggi Ultimate rispetto alle versioni classiche, è una scelta editoriale operata sia per venire incontro a un target di pubblico più giovane sia per svecchiare l'immagine di personaggi che hanno alle spalle una lunga vita editoriale.
- House of M: Nell'universo plasmato da Wanda i Fantastici Quattro non esistono in quanto la loro spedizione nello spazio è finita in tragedia: Reed e Susan sono morti, mentre Johnny non vi ha preso parte (il suo posto fu preso dall'ammiraglio John Jameson, anch'esso deceduto); l'unico membro del gruppo ad essere sopravvissuto al ritorno sulla Terra è Ben Grimm, che anche in questa realtà è stato trasformato in un essere di pietra, e in seguito costretto a vivere come un animale prigioniero del Dottor Destino sotto il nome di La Massa (The It). La squadra è composta dal Dottor Destino, la moglie Valeria, la Donna Invincibile (Invincible Woman), il figlio Kristoff Vernard come Torcia Inumana (Inhuman Torch) e da Ben Grimm/la Massa, con il nome di Spaventoso Quartetto (Fearsome Four). Johnny Storm invece partecipa al "Sapiens Death Match", gare gladiatorie tra piloti di robot simili alle armature di Iron Man, mentre Franklin Richards è uno dei pazienti di Emma Frost, psicologa infantile.
- Giorni di un futuro passato: Nell'universo controllato dalle Sentinelle Reed, Susan, Johnny e Ben sono morti e l'unico membro del gruppo ad essere ancora in vita è Franklin.
- I Fantastici Cinque: in questo universo, nato dalla saga What If...? in cui la figlia dell'Uomo Ragno è sopravvissuta e, raggiunta l'adolescenza, è diventata la supereroina Spider-Girl, il supergruppo è composto da Johnny, che ora è il leader del gruppo; sua moglie Lyla, una mutaforma Skrull; Ben, che ora ha braccio e gamba sinistra danneggiati e quindi coperti da una bio-corazza; Cervellone, ossia un robot costruito da Reed Richards affinché sostituisse lui e Susan, temporaneamente bloccati nella Zona Negativa; e infine Psi-Lord, cioè Franklin Richards ormai adulto che combatte grazie a immensi poteri telepatici e telecinetici.
- Bullet Points: In questo What If...? Susan, Johnny e Ben muoiono nella spedizione che avrebbe dovuto trasformarli nei Fantastici Quattro. Reed è l'unico che riesce a sopravvivere, pur perdendo un occhio, e in seguito diventa capo dello S.H.I.E.L.D..
- Amalgam: Nell'Universo Amalgam, i F.Q. vengono fusi con un'altra creazione di Kirby, i Challengers of the Unknown della DC Comics (gli "Esploratori dell'Ignoto" come detto servirono proprio da prototipo per la creazione del Quartetto), formando i Four Challengers of Fantastic (in italiano, i Quattro Esploratori del Fantastico).

## Altri media

### Cinema

I Fantastici Quattro nell'omonimo film del 2005

A differenza di altre pellicole appartenenti al genere, il quartetto dei supereroi in versione cinematografica non ha mai ottenuto recensioni particolarmente positive. La pellicola del 1994 mai distribuita, per quanto il budget fosse molto povero anche per il periodo, risultò un prodotto migliore rispetto ai film della 20th Century Fox, che ha incassato circa 800 milioni di dollari a fronte di un budget totale per tutte le pellicole di quasi 400. Nel 2005 e nel 2007 hanno ottenuto un discreto successo, mentre l'ultima trasposizione ha realizzato un incasso di poco superiore ai costi di produzione.
- The Fantastic Four: del 1994, diretto da Oley Sassone con Alex Hyde-White (Mister Fantastic), Rebecca Staab (Donna Invisibile), Jay Underwood (Torcia Umana), Michael Bailey Smith (la Cosa); il film non è però mai stato distribuito nei cinema;
- I Fantastici 4: del 2005, diretto da Tim Story con Ioan Gruffudd (Mister Fantastic), Jessica Alba (Donna Invisibile), Chris Evans (Torcia Umana) e Michael Chiklis (la Cosa);
- I Fantastici 4 e Silver Surfer: è il seguito del 2007, diretto da Tim Story, con il medesimo cast di protagonisti del film del 2005;
- Fantastic 4 - I Fantastici Quattro: reboot del 2015, diretto da Josh Trank con Miles Teller (Mister Fantastic), Kate Mara (Donna Invisibile), Michael B. Jordan (Torcia Umana) e Jamie Bell (la Cosa).
- Nel corso del cosiddetto Disney Investor Day del 2020, i Marvel Studios hanno annunciato in via ufficiale lo sviluppo di una nuova trasposizione cinematografica del quartetto supereroistico. A dirigere tale adattamento dei Fantastici 4 avrebbe dovuto essere il regista Jon Watts, che nel Marvel Cinematic Universe si è occupato della regia di Spider-Man: Homecoming (2017), Spider-Man: Far from Home (2019) e Spider-Man: No Way Home (2021).[13] Nel 2022, Watts ha tuttavia annunciato la sua rinuncia a dedicarsi alla regia del nuovo film, la quale è stata affidata al regista Matt Shakman che si è occupato di tutte le puntate della miniserie televisiva WandaVision (2021).[14] Ad interpretare il gruppo Pedro Pascal (Mister Fantastic), Vanessa Kirby (Donna Invisibile), Joseph Quinn (Torcia Umana) e Ebon Moss-Bachrach (la Cosa). Il film uscirà il 25 luglio 2025.[15]
  - In Doctor Strange nel Multiverso della Follia (2022) compare per la prima volta una variante di Mister Fantastic della Terra-838 (come uno dei membri degli Illuminati), interpretato da John Krasinski. Cita anche di avere una moglie e i due figli come Susan Storm / Donna Invisibile, Franklin e Valeria Richards della Terra-838.
  - In Deadpool & Wolverine (2024) compare anche una variante della Torcia Umana (interpretato nuovamente da Chris Evans), venuto da un altro universo alternativo (catalogato come la Terra-121698) ed esiliato nel Vuoto, faceva parte della Resistenza guidata dalla giovane mutante X-23 per fermare Cassandra Nova (la sorella gemella cattiva del professor Charles Xavier) che sta minacciando di devastare tutte le realtà parallele, ma sfortunatamente viene catturato e ucciso dalla stessa nemica, sotto gli occhi scioccati di Deadpool e di Wolverine.
  - Nella scena finale dopo i titoli di coda del film Thunderbolts* (2025), i Nuovi Avengers vengono ricevuti un segnale di soccorso dall'astronave dei Fantastici Quattro mentre entra sulla Terra-616 da una realtà alternativa.
  - In I Fantastici Quattro - Gli inizi (2025), tutti i membri della squadra appariranno personalmente come protagonisti nel film, e quindi si scopre che sono ambientati nell'altro universo alternativo, catalogato come la Terra-828.
  - Nei film Avengers: Doomsday (2026) e Avengers: Secret Wars (2027), i Fantastici Quattro faranno nuovamente la loro comparsa e si riuniscono con gli Avengers e alcuni dei loro vecchi e nuovi alleati per sconfiggere il loro nemico di sempre che minaccia l'intero multiverso, il Dottor Destino.

### Televisione

#### Serie animate
- I Fantastici Quattro (1967): 20 episodi;
- The Fantastic Four (1978): 13 episodi, la Torcia Umana è sostituita dal robot H.E.R.B.I.E.;
- La Cosa (1979): 13 episodi, ispirata al personaggio della Cosa;
- I Fantastici Quattro (1994): 26 episodi;
- I Fantastici Quattro (2006): 26 episodi, prende ispirazione più che altro dai due film cinematografici.

#### Altre apparizioni
I personaggi sono apparsi anche in:
- Spider-Man - L'Uomo Ragno (1994);
- L'incredibile Hulk (1996);
- Spider-Man Unlimited (1999): solo menzionati;
- Super Hero Squad Show (2009);
- Avengers - I più potenti eroi della Terra (2010);
- Ultimate Spider-Man (2012);
- Hulk e gli agenti S.M.A.S.H. (2013);
- Avengers Assemble (2013);
- Marvel Super Hero Adventures (2017).

### Videogiochi
- Fantastic Four (1997)
- I Fantastici 4 (Fantastic Four, 2005)
- I Fantastici 4 & Silver Surfer (Fantastic Four: Rise of the Silver Surfer , 2007)
- Fantastic 4: Flame On (2005)

#### Apparizioni
- Spider-Man: The Animated Series (1995)
- Spider-Man and Venom: Maximum Carnage
- The Amazing Spider-Man 2
- Ultimate Spider-Man
- Spider-Man
- Questprobe Featuring the Human Torch and the Thing
- Marvel Nemesis: l'ascesa degli Imperfetti
- Marvel Super Heroes in War of the Gems
- Marvel Super Hero Squad
- Marvel Super Hero Squad: The Infinity Gauntlet
- Marvel: La Grande Alleanza
- Marvel: La Grande Alleanza 2
- Marvel: La Grande Alleanza 3: L'Ordine Nero
- LEGO Marvel Super Heroes